# Cathédrale d'Alcalá de Henares
La cathédrale Saints-Just-et-Pasteur d'Alcalá de Henares est un édifice religieux catholique espagnol, situé dans la ville d'Alcalá de Henares en communauté de Madrid. Elle est le siège du diocèse d'Alcalá de Henares et est construite en style gothique isabélin.
Principal édifice religieux de la ville, est la seule église avec Saint-Pierre de Louvain, en Belgique, à posséder le titre d'église magistrale, ce qui suppose que tous ses chanoines doivent être docteur en théologie.

## Histoire
Le nom de l'église fait référence au martyre des frères Just et Pasteur à Complutum en 304 lors de la persécution de Dioclétien. Sur le lieu de leur exécution, une chapelle est érigée en 414 pour abriter leurs restes. 
Durant la période wisigothique, elle est remplacée par une cathédrale et ses évêques assistent aux conciles de Tolède à partir du VIe siècle. Elle porte déjà à cette époque le titre de cathédrale magistrale. Après la destruction de l'église par les musulmans, le diocèse est supprimé en 1099 et rattaché à l'archidiocèse de Tolède. L'église est cependant reconstruite dès 1122.
L'édifice actuel est reconstruit au XVe siècle par l'archevêque Alfonso Carrillo de Acuña qui l'érige au rang de collégiale, puis de nouveau entre 1497 et 1515 par le cardinal Cisneros dans un style gothique isabélin typique ce cette époque. Une tour est construite entre 1528 et 1582 et l'édifice prend son aspect actuel au cours du XVIIe siècle avec l'adjonction du cloître et de la chapelle Saint-Pierre.
En 1904, elle est déclarée monument national. Durant la guerre civile, elle est incendiée et perd presque tous ses trésors, à l'exception de quelques grilles et chaises du chœur ancien. En 1991, le diocèse d'Alcala est restauré et sa cathédrale est de nouveau élevée au rang de cathédrale magistrale.

## Galerie

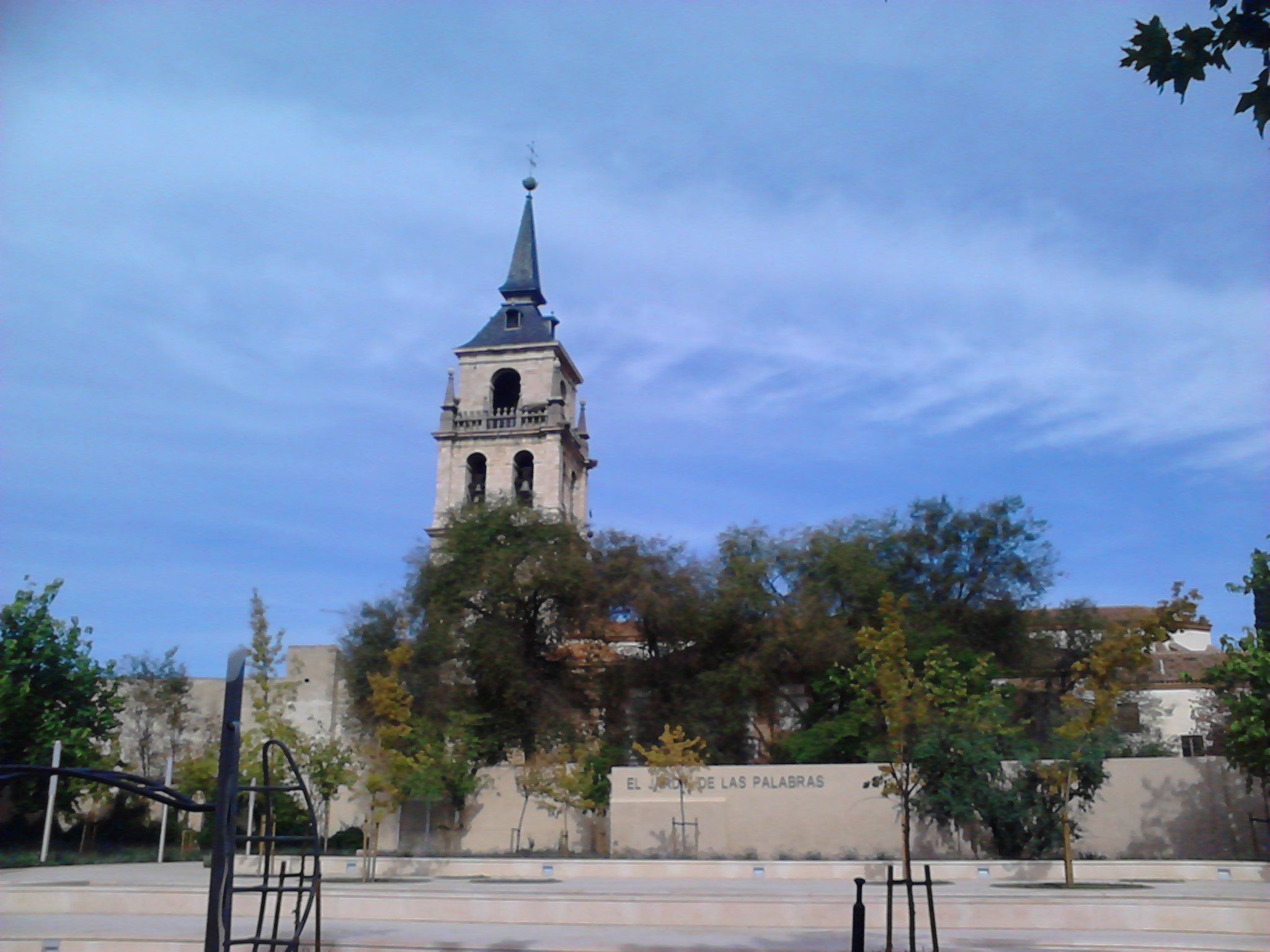
Tour-clocher de l'église.
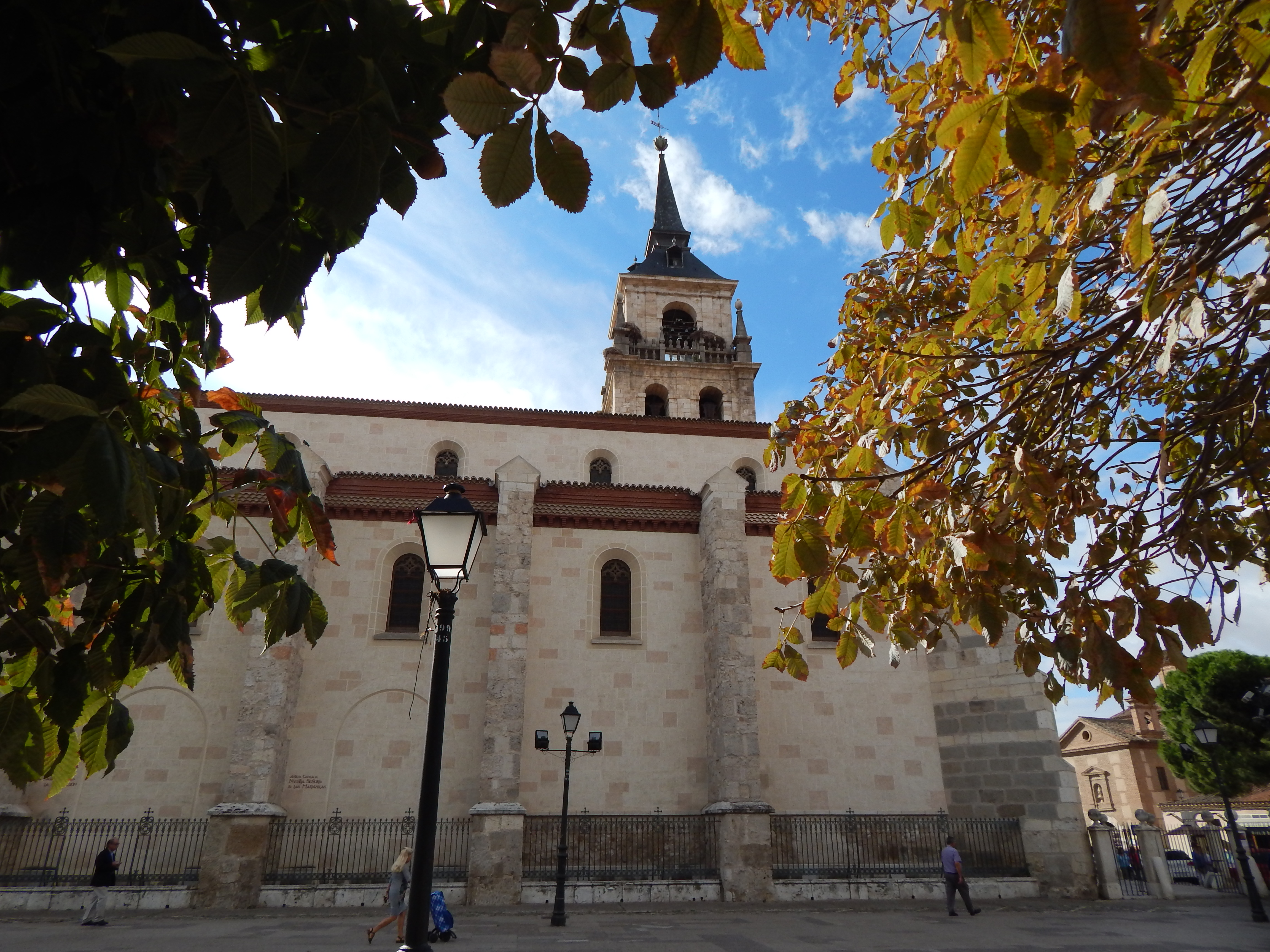
Façade latérale de la cathédrale.
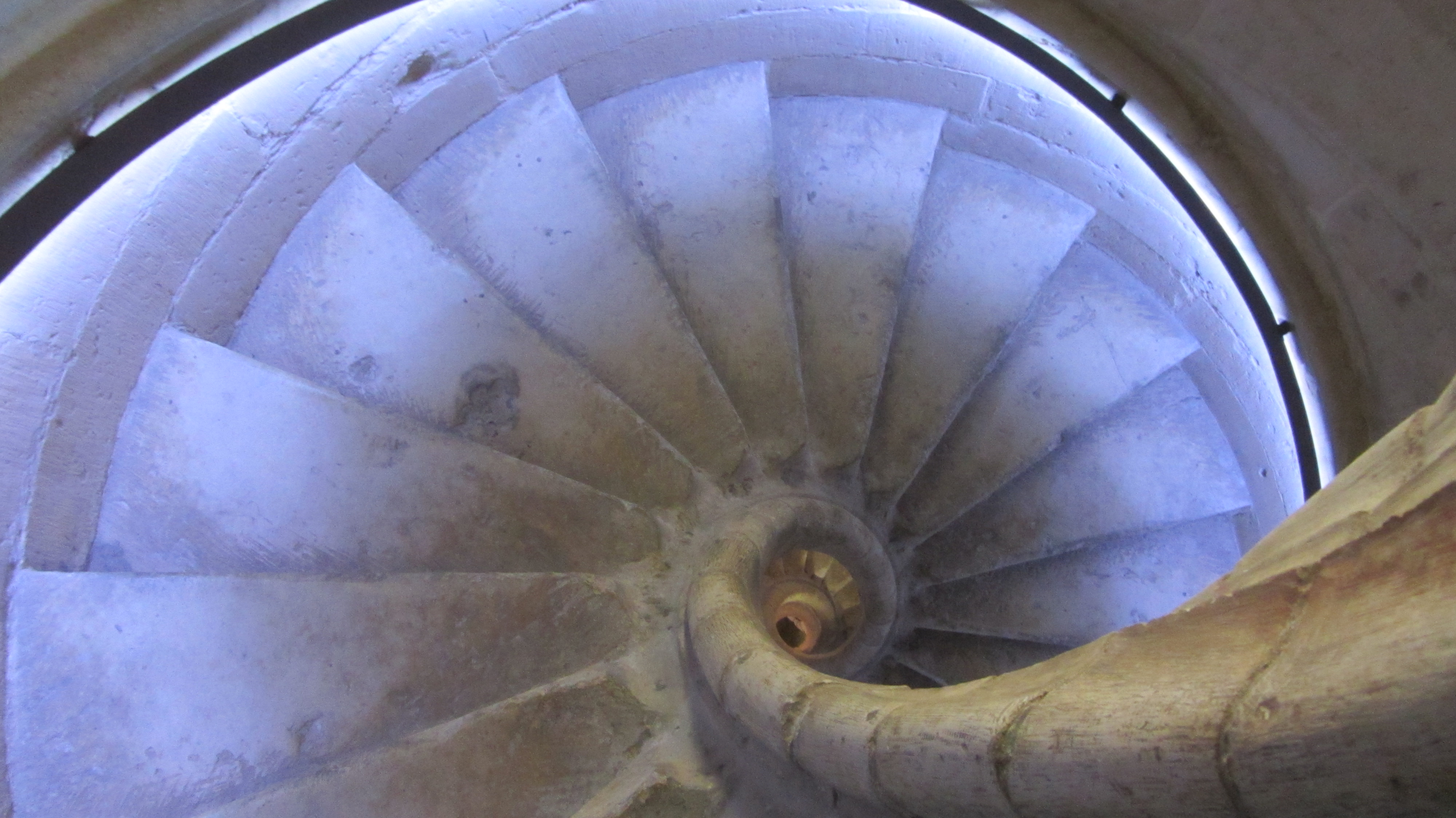
Escalier en colimaçon du clocher.
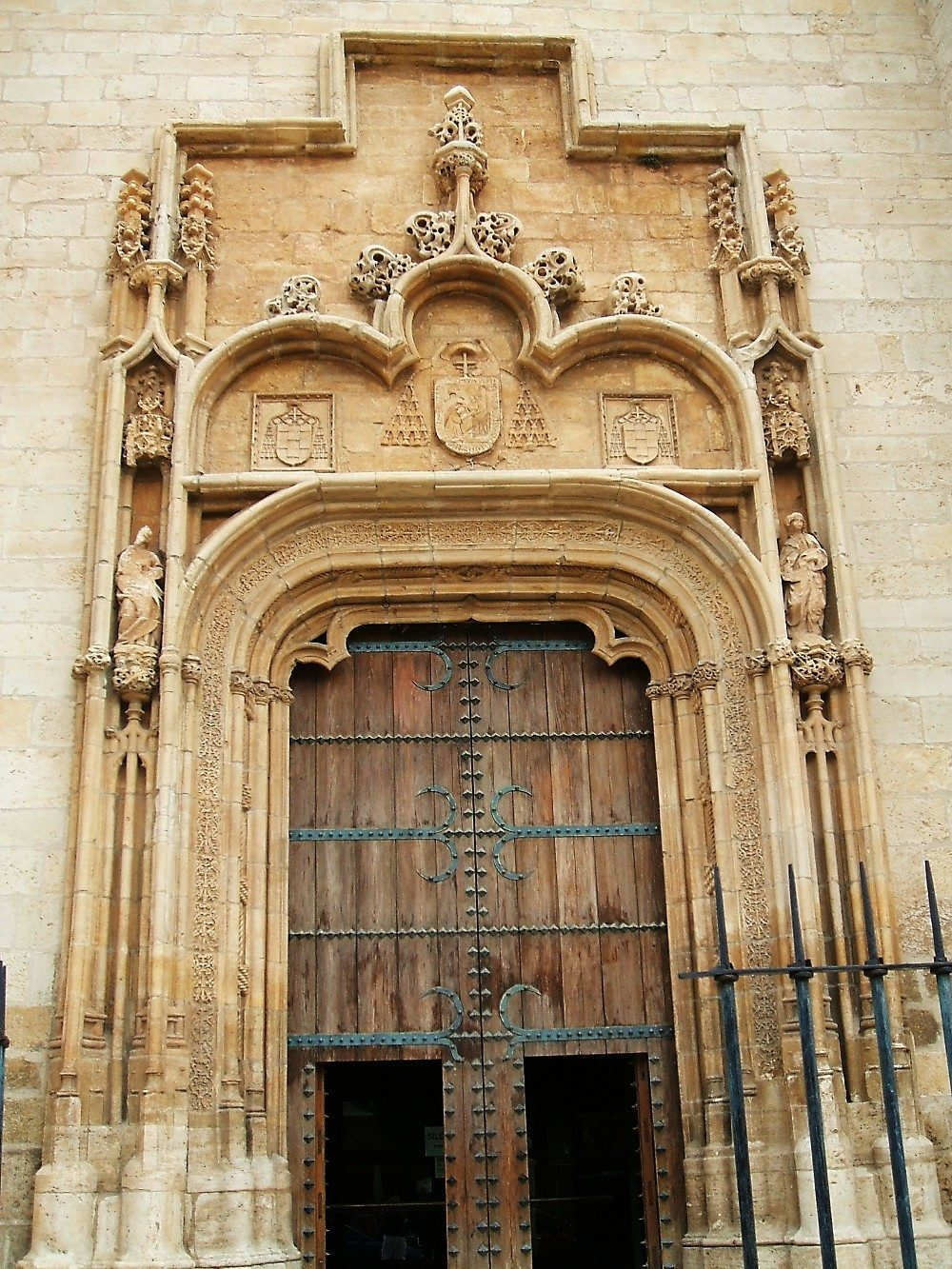
Portail de la cathédrale.
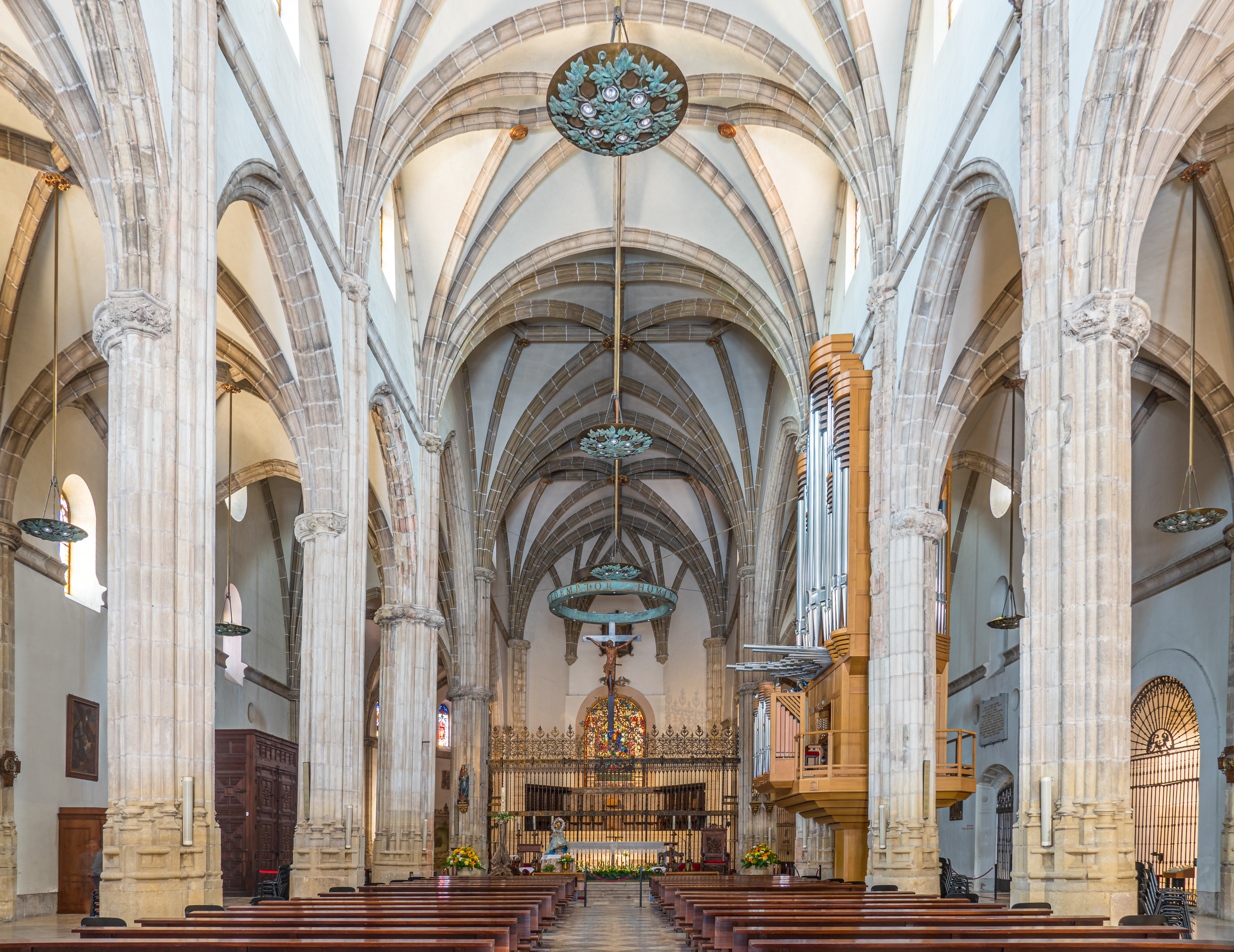
Intérieur de la cathédrale.
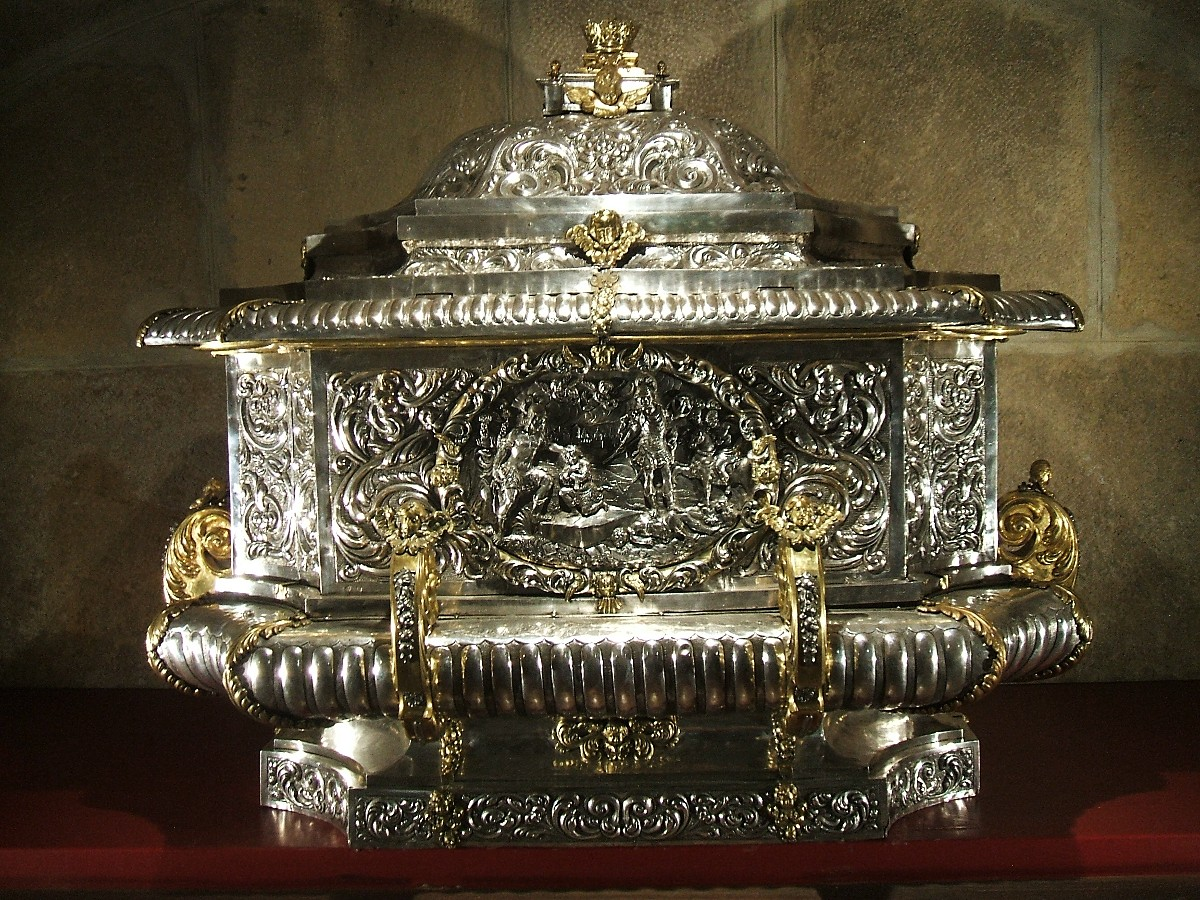
Châsse en argent des saints Just et Pasteur.

## Source
- (es) Cet article est partiellement ou en totalité issu de l’article de Wikipédia en espagnol intitulé « Catedral de los Santos Niños Justo y Pastor de Alcalá de Henares » (voir la liste des auteurs).